# 가평 호씨
가평 호씨(加平胡氏)는 경기도 가평군을 본관으로 하는 한국의 성씨이다. 시조는 파릉 호씨의 후손인 호극기(胡克己)이다.

## 참고 자료
- “가평호씨(加平胡氏)”. 뿌리를 찾아서.[깨진 링크(과거 내용 찾기)]